# Brandweer Zuid-Groningen
De Brandweer Zuid-Groningen was de organisatie die de brandweerzorg uitvoerde voor de gemeenten Stadskanaal en Vlagtwedde.

## Geschiedenis
Sinds 1973 werkten gemeenten Stadskanaal en Vlagtwedde eerst samen binnen de 'Regionale Brandweerorganisatie Zuid-Groningen' (RBZG), later binnen de 'Regeling Brandweerorganisatie Zuid-Groningen'. De Brandweer Zuid-Groningen was hiermee een rechtspersoonlijkheid bezittend lichaam en maakte daarmee geen formeel deel uit van de gemeentelijke organisatie.
Alle taken van de RBZG zijn met de regionalisering van de brandweer in Nederland per 1 januari 2014 overgenomen door de Veiligheidsregio Groningen. In 2014 is de gemeenschappelijke regeling Brandweerorganisatie Zuid-Groningen geliquideerd en daarna formeel opgeheven.